# Monte Patria
Monte Patria este un oraș și comună din provincia Limarí, regiunea Coquimbo, Chile, cu o populație de 30.056 locuitori (2012) și o suprafață de 4366,3 km2.